# دايفيد ريتشاردز
دايفيد ريتشاردز (بالإنجليزية: David Richards)‏ (و. 1751 – 1827 م) هو شاعر، ومدرس ويلزي، توفي عن عمر يناهز 76 عاماً.

## التعليم
تعلم في كلية يسوع (أكسفورد).